# Hippocrepis scorpioides
Hippocrepis scorpioides är en ärtväxtart som beskrevs av George Bentham. Hippocrepis scorpioides ingår i släktet hästskoklövrar, och familjen ärtväxter. Inga underarter finns listade i Catalogue of Life.